# Rongy
Rongy (in het picardisch: Ronjî) is een dorp in de Belgische provincie Henegouwen en een deelgemeente van Brunehaut in het arrondissement Doornik. Tot 1 januari 1977 was het een zelfstandige gemeente.

## Geschiedenis
De abt en kroniekschrijver Gillis Li Muisis zou in 1272 in Rongy zijn geboren. In Rongy vonden heel wat protestanten hun toevlucht en er kwam sinds de 16e eeuw ook een protestantse gemeente.
Op 3 september 1944 trok de Belgische 1e Infanteriebrigade (ook wel Brigade Piron genoemd) om 16:36 uur bij Rongy België binnen. De brigade was het eerste Belgisch legeronderdeel dat in het kader van de bevrijding voet zette op Belgische bodem. Aan de gebeurtenis herinnert een monument in Rongy en er werd ook een straat naar de brigade genoemd: Rue Brigade Piron.

## Bezienswaardigheden
- De Sint-Martinuskerk (Église Saint-Martin) werd vernieuld in 1918 en herbouwd in 1923. De driebeukige neoromaanse kruiskerk werd gebouwd in kalksteenblokken.
- De Protestantse kerk (Temple protestante) is een neoclassicistisch kerkje van 1888 met een eenvoudig daktorentje.

## Natuur en landschap
Rongy ligt in een bosrijke omgeving. De hoogte aan de kerk bedraagt 38 meter.

## Demografische ontwikkeling
- Bronnen:NIS, Opm:1831 tot en met 1970=volkstellingen, 1976= inwoneraantal op 31 december

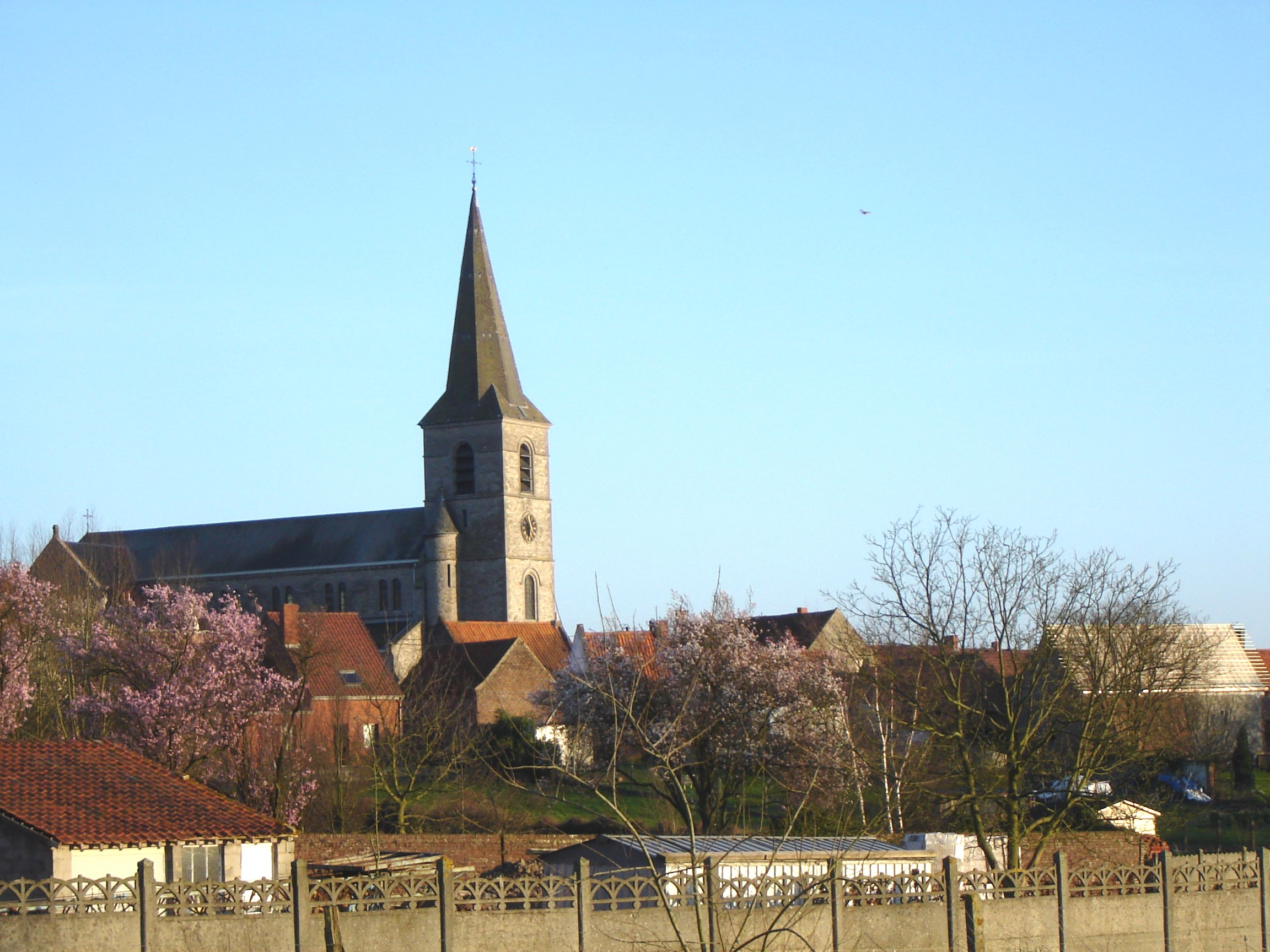
Rongy en de Eglise Saint-Martin

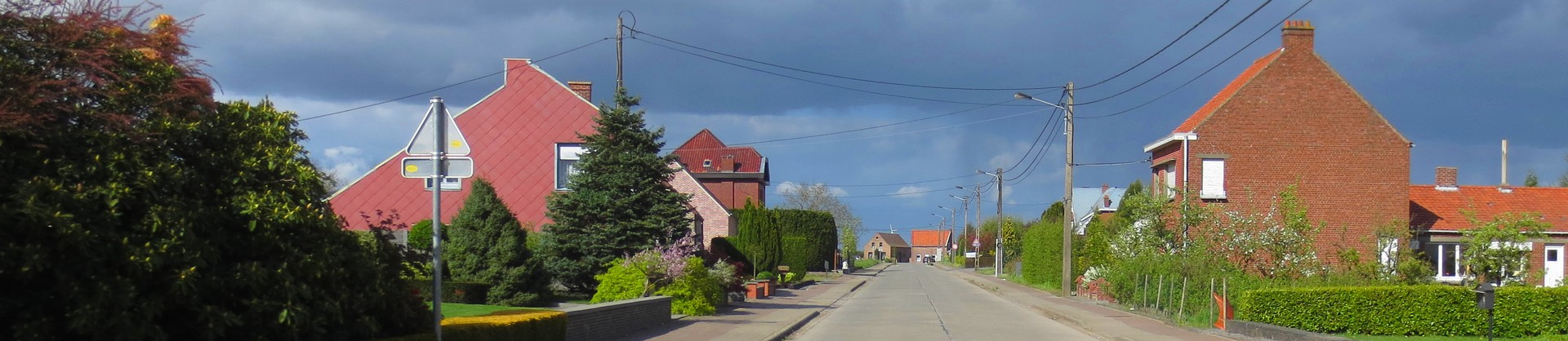
Panoramafoto van Rongy

## Nabijgelegen kernen
Bléharies, Lesdain, Howardries, Rumegies, Lecelles
Deelgemeenten: Bléharies · Guignies · Hollain · Howardries · Jollain-Merlin · Laplaigne · Lesdain · Rongy · Wez-Velvain

Belgische gemeenten · Arrondissement Doornik-Moeskroen · Henegouwen · Wallonië